# Організація праці
Організація праці — це один з напрямів управління виробництвом, що здійснюється через систему взаємопов'язаних між собою методів залучення до праці, форм розподілу та кооперації, згідно з якою групи працівників закріплюються за певними галузями суспільно-корисної діяльності.
Також цей термін означає спосіб поєднання безпосередніх виробників із засобами виробництва з метою створення сприятливих умов для одержання високих кінцевих соціально-економічних результатів.
Організація праці на рівні підприємства — це приведення трудової діяльності людей до системи, що забезпечує досягнення максимально можливого корисного ефекту з урахуванням конкретних умов цієї діяльності та рівня відповідальності.
Соціальні завдання організації праці: створення усіх умов праці, які б забезпечували високий рівень працездатності та створювали сприятливий для роботи клімат у колективі.
Економічні завдання: досягнення максимальної економії живої та машинної праці, підвищення продуктивності, зниження витрат у процесі виробництва продукції і надання послуг належної якості.
У сучасному конкурентному світі такий процес, як організація праці, є необхідним на кожному підприємстві, в установі, організації, адже цінність кожної господарської одиниці міститься більшою мірою саме в персоналі. Для ефективної роботи необхідною є раціональна та безпечна організація робочих місць, що є елементом організації праці.
Основними категоріями процесу організації праці є розподіл і кооперація праці.
Розподіл праці — відокремлення діяльності окремих працівників та їх груп у процесі праці, яке відбувається з метою скорочення виробничого циклу, за умови одночасного виконання різних робіт, а також для підвищення продуктивності праці.
Кооперація праці — це організована виробнича взаємодія між окремими працівниками, колективами бригад, дільниць, цехів, служб у процесі праці для досягнення певного виробничого ефекту.